# 刘清源
刘清源（1919年—1976年12月9日），山西新绛县古交镇王村人，中华人民共和国政治人物。
刘清源于1937年4月参加中国共产党革命，1938年11月加入中国共产党，1945年任襄陵县政府秘书，1946年夏任绛县副县长。1949年随中国人民解放军长江支队南下福建，负责接管周宁县，任周宁县行政办事处主任和首任人民政府县长。1952年离任后，历任福安专区卫生科科长、福建省卫生厅中医处处长、福建省医药公司经理、党委书记等职，文革期间遭到迫害，1976年逝世。